# Гринвуд (округ, Канзас)
Гри́нвуд (англ. Greenwood County; стандартное обозначение GW) — округ в штате Канзас, США. Официально образован 25 августа 1855 года. По состоянию на 2010 год, численность населения составляла 6 689 человек.

## География
По данным Бюро переписи США, общая площадь округа равняется 2 986,273 км2, из которых 2 960,373 км2 суша и 24,087 км2 или 0,800 % это водоёмы.

## Население
По данным переписи населения 2000 года в округе проживает 7 673 жителей в составе 3 234 домашних хозяйств и 2 153 семей. Плотность населения составляет 3,00 человека на км2. На территории округа насчитывается 4 273 жилых строений, при плотности застройки около 1,00-го строения на км2. Расовый состав населения: белые — 96,53 %, афроамериканцы — 0,83 %, коренные американцы (индейцы) — 0,14 %, азиаты — 0,10 %, гавайцы — 0,00 %, представители других рас — 0,81 %, представители двух или более рас — 1,58 %. Испаноязычные составляли 1,72 % населения независимо от расы.
В составе 27,10 % из общего числа домашних хозяйств проживают дети в возрасте до 18 лет, 56,50 % домашних хозяйствпредставляют собой супружеские пары проживающие вместе, 6,60 % домашних хозяйств представляют собой одиноких женщин без супруга, 33,40 % домашних хозяйств не имеют отношения к семьям, 30,30 % домашних хозяйств состоят из одного человека, 16,80 % домашних хозяйств состоят из престарелых (65 лет и старше), проживающих в одиночестве. Средний размер домашнего хозяйства составляет 2,31 человека, и средний размер семьи 2,86 человека.
Возрастной состав округа: 23,70 % моложе 18 лет, 6,50 % от 18 до 24, 23,20 % от 25 до 44, 23,70 % от 45 до 64 и 23,70 % от 65 и старше. Средний возраст жителя округа 43 лет. На каждые 100 женщин приходится 95,50 мужчин. На каждые 100 женщин старше 18 лет приходится 91,50 мужчин.
Средний доход на домохозяйство в округе составлял 30 169 USD, на семью — 38 140 USD. Среднестатистический заработок мужчины был 27 021 USD против 19 356 USD для женщины. Доход на душу населения составлял 15 976 USD. Около 8,20 % семей и 12,50 % общего населения находились ниже черты бедности, в том числе — 16,20 % молодёжи (тех, кому ещё не исполнилось 18 лет) и 10,10 % тех, кому было уже больше 65 лет.